# Базоркин, Мочко Бейсарович
Мочк(х)о́ Бейса́рович (Серге́й Фёдорович) Базо́ркин (ингуш. ГӀазданаькъан Байсара Мочкъа; 1817, Базоркино, Терская область — 1892) — ингушский общественный и религиозный деятель.

## Биография
Мочкхо родился в Камбилеевском хуторе (ныне село Чермен) в семье прапорщика царской армии Байсара Базоркина. Отец отдал его учиться в Тифлисскую духовную семинарию, которое было на тот момент единственным учебным заведением на Кавказе. Ингуши в это время ещё были язычниками и Мочкхо для поступления пришлось принять православие. При крещении его нарекли Сергеем. Базоркин, кроме ингушского, знал ещё чеченский, грузинский и русский языки.
В 1838 году был принят на царскую службу переводчиком в Управление Владикавказского коменданта. В 1841 году Базоркин был назначен приставом куртатинского и алагирского обществ. В 1843 году стал переводчиком пристава ингушского и карабулакского народов. Заведовал Камбилеевскими хуторами, которые он объединил в одно село Мочкий-юрт (русский вариант названия — Базоркино).
За успехи на службе Базоркин был награждён орденом Святой Анны 4 степени с надписью «За храбрость», орденом Святой Анны с бантом. Во своего визита во Владикавказ будущий император Александр II пожаловал Базоркину бриллиантовый перстень. В 1849 году Базоркин стал штабс-капитаном.
В 1850-х годах в Чечне стало набирать популярность учение Кунта-Хаджи Кишиева. Несмотря на то, что в своих проповедях Кунта-Хаджи призывал к ненасилию, власть с подозрением отнеслась к появлению нового проповедника. Кунта-Хаджи был вызван царским наместником во Владикавказ для допроса и, возможно, ареста. В дороге проповедника догнал Базоркин, который довёз священника до города в своей пролётке. Зная о цели, с которой Кунта-Хаджи вызван во Владикавказ, Базоркин первым вошёл к наместнику и объяснил несостоятельность слухов, распространяемых об опасности проповедника. Благодаря заступничеству Базоркина наместник смягчился и отпустил Кунта-Хаджи с миром.
После этого визита Кунта-Хаджи ещё дважды приезжал к Базоркину. Благодаря дружбе этих двух людей в Ингушетии начался процесс принятия ислама ингушами, который завершился в 1860-х годах. Но сам Базоркин до конца своих дней оставался православным.
После депортации чеченцев и ингушей родовой склеп Базоркиных, где хранились также останки и Мочко Базоркина, был вскрыт, а гроб с останками публично извлечён и сожжён.

## Память
- В 1844 году Базоркин объединил Камбилеевские хутора в единое село, которое в его честь было названо Мочкий-юрт, или по-русски Базоркино. Село носило это название до депортации чеченцев и ингушей в 1944 году[1].
- Именем Мочки Базоркина названа улица в Магасе.